# Resavac
Resavac je naseljeno mjesto u sastavu općine Srbac, Republika Srpska, BiH.

## Stanovništvo
| Resavac            |              |
| Godina popisa      | 1991.        |
| Srbi               | 195 (80,58%) |
| Hrvati             | 0            |
| Muslimani          | 0            |
| Jugoslaveni        | 20 (8,26%)   |
| ostali i nepoznato | 27 (11,16%)  |
| ukupno             | 242          |